# بوئینگ ایکس‌پی-۸
بوئینگ ایکس‌پی-۸ (به انگلیسی: Boeing XP-8) یک هواپیمای ساختِ بوئینگ در کشور ایالات متحده آمریکا است. نخستین استفاده‌کنندهٔ این هواپیما تفنگداران هوایی ارتش ایالات متحده آمریکا بوده‌است. این هواپیما در ۱ ژانویه ۱۹۲۸ میلادی نخستین پرواز خود را انجام داد.